# Hondainville
Hondainville ist eine französische Gemeinde mit 715 Einwohnern (Stand 1. Januar 2022) im Département Oise in der Region Hauts-de-France. Sie gehört zum Arrondissement Clermont, zur Communauté de communes Thelloise und zum Kanton Mouy.

## Geographie
Die Gemeinde Hondainville liegt am Thérain, rund 17 Kilometer südöstlich von Beauvais und 14 Kilometer nordwestlich von Creil. Zu Hondainville gehört die Ortschaft Butteaux. Nahe dem flachen und morastigen Thérain-Ufer wurden mehrere Teiche zur Fischzucht angelegt.

## Einwohner
| Jahr                       | 1962 | 1968 | 1975 | 1982 | 1990 | 1999 | 2006 | 2012 | 2021 |
| -------------------------- | ---- | ---- | ---- | ---- | ---- | ---- | ---- | ---- | ---- |
| Einwohner                  | 255  | 248  | 242  | 318  | 553  | 617  | 607  | 656  | 727  |
| Quellen: Cassini und INSEE |      |      |      |      |      |      |      |      |      |

## Sehenswürdigkeiten
- Kirche Saint-Aignan, seit 1980 als Monument historique  eingetragen.[1]
- Kapelle Saint-Antoine de Padoue
- zwei Schlösser
- Menhir
- zwei Lavoirs
- Flurkreuz

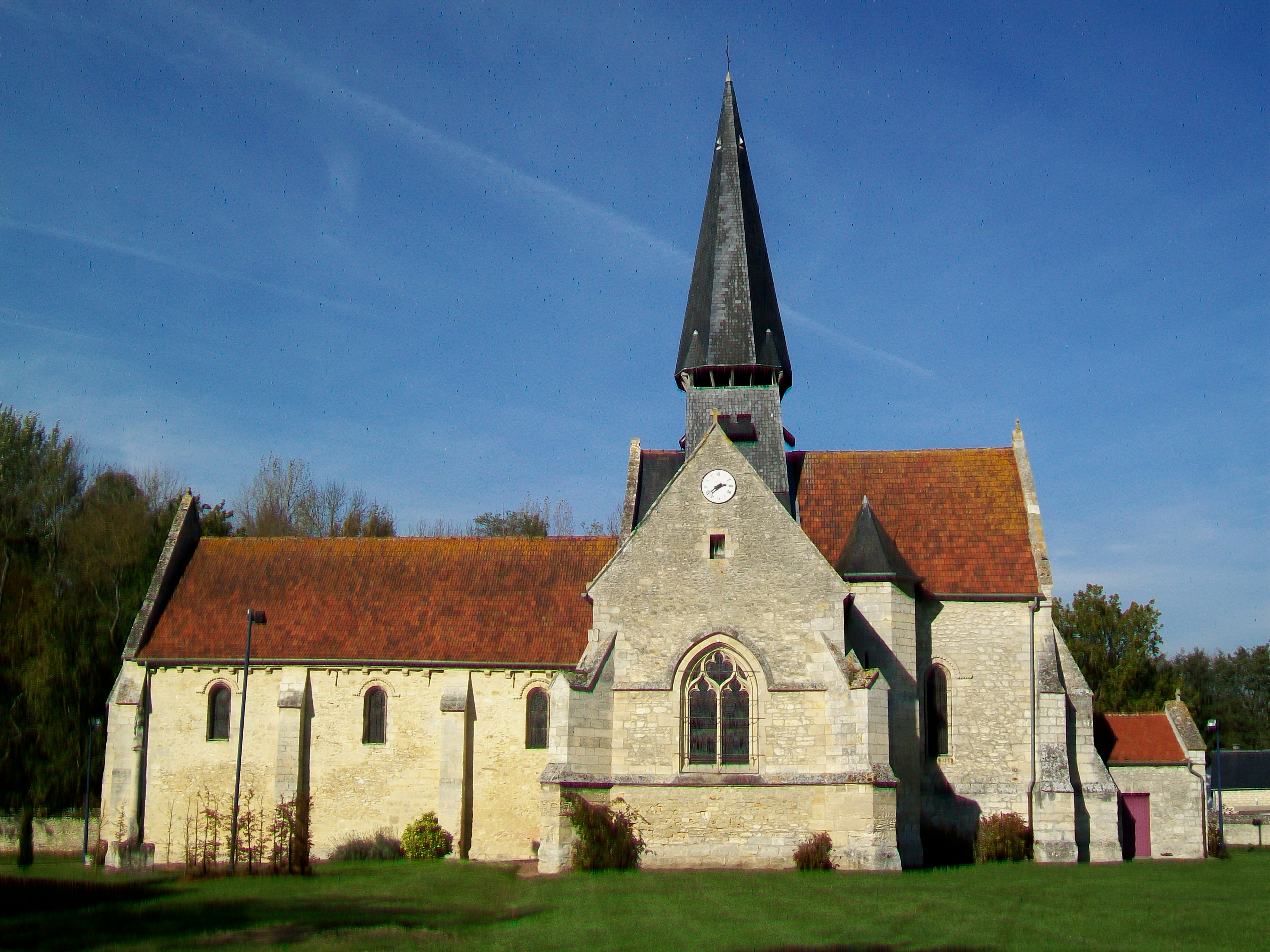
Kirche Saint-Aignan
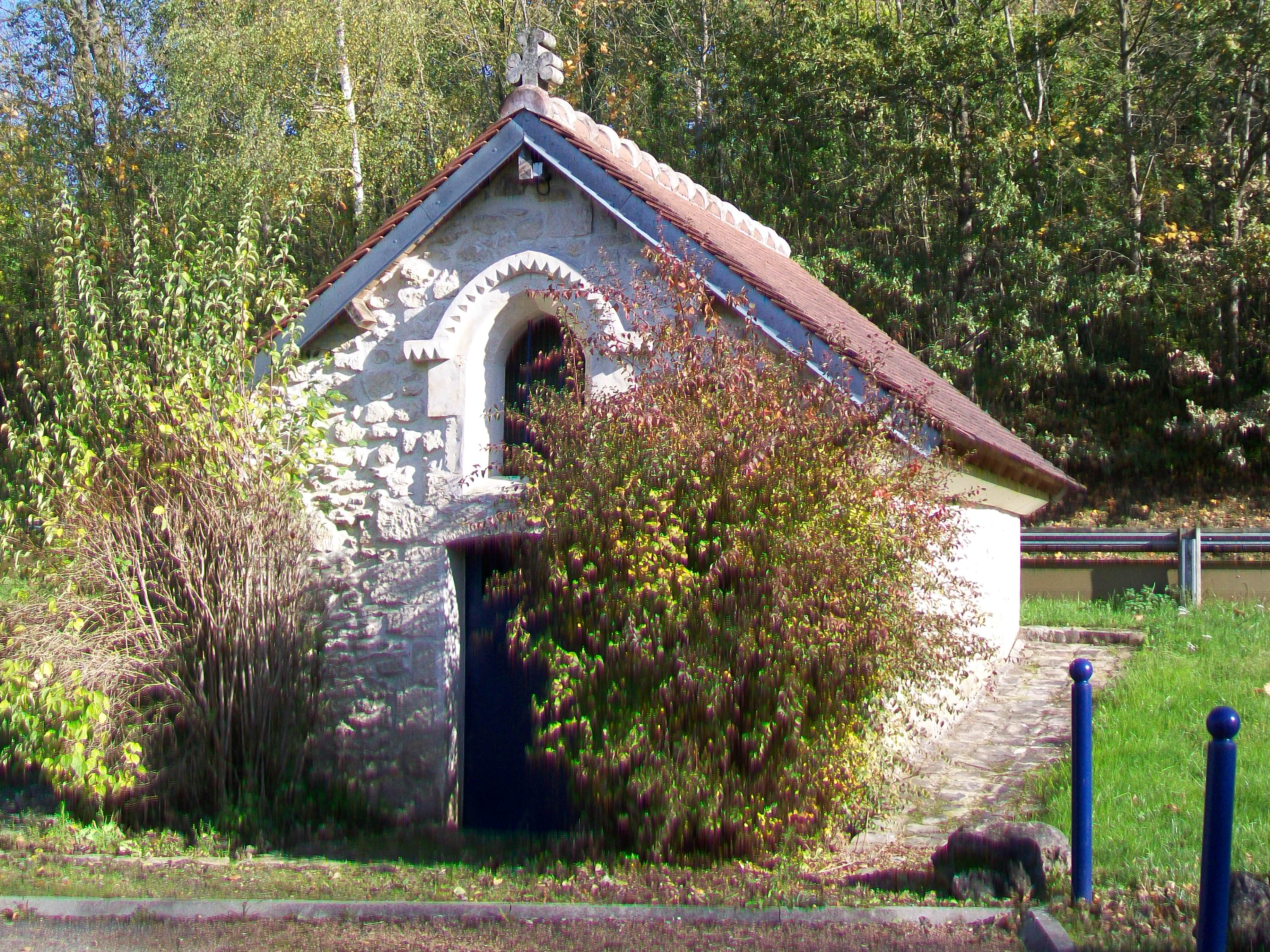
Kapelle Saint-Antoine
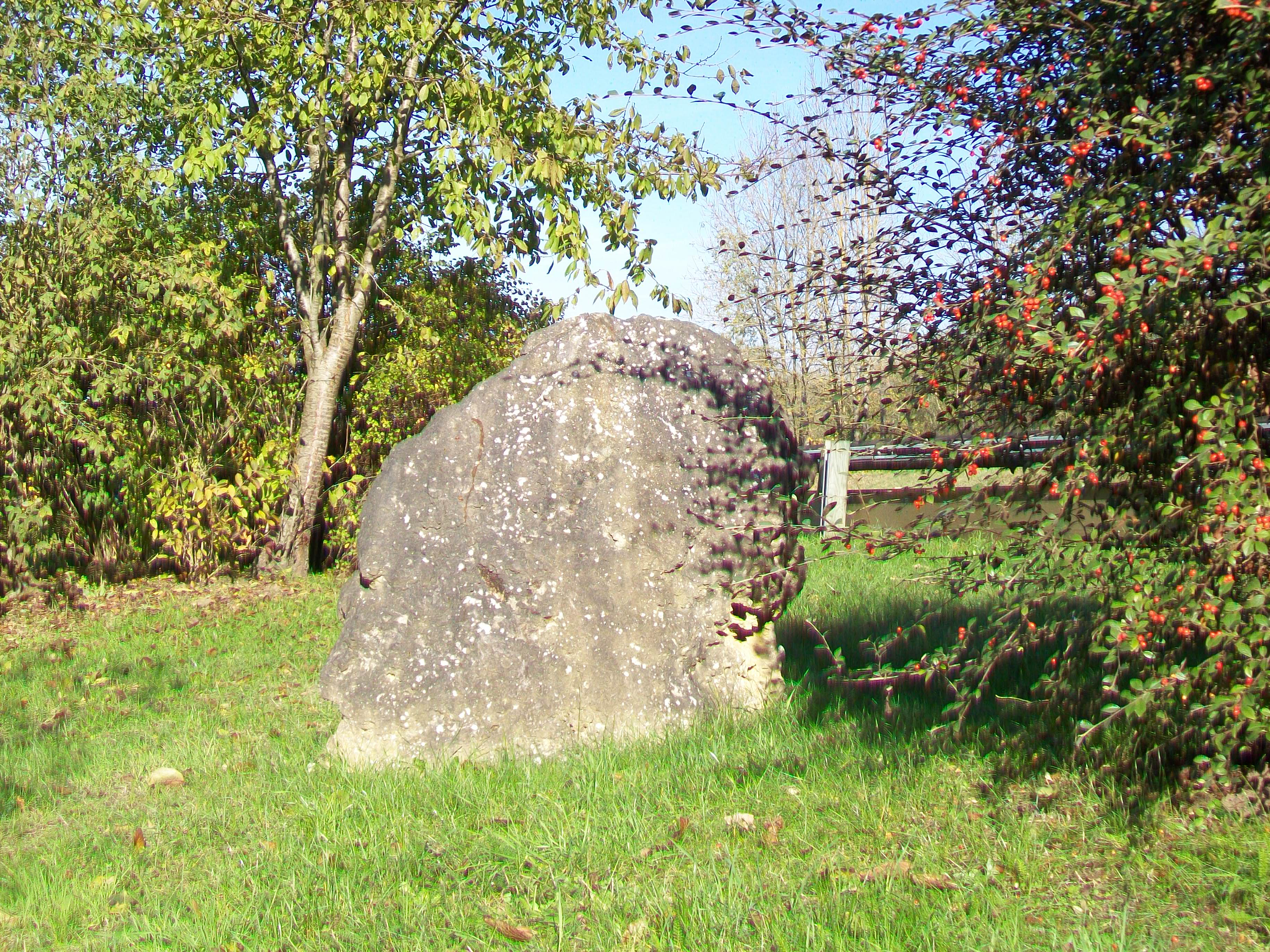
Menhir am südlichen Ortseingang
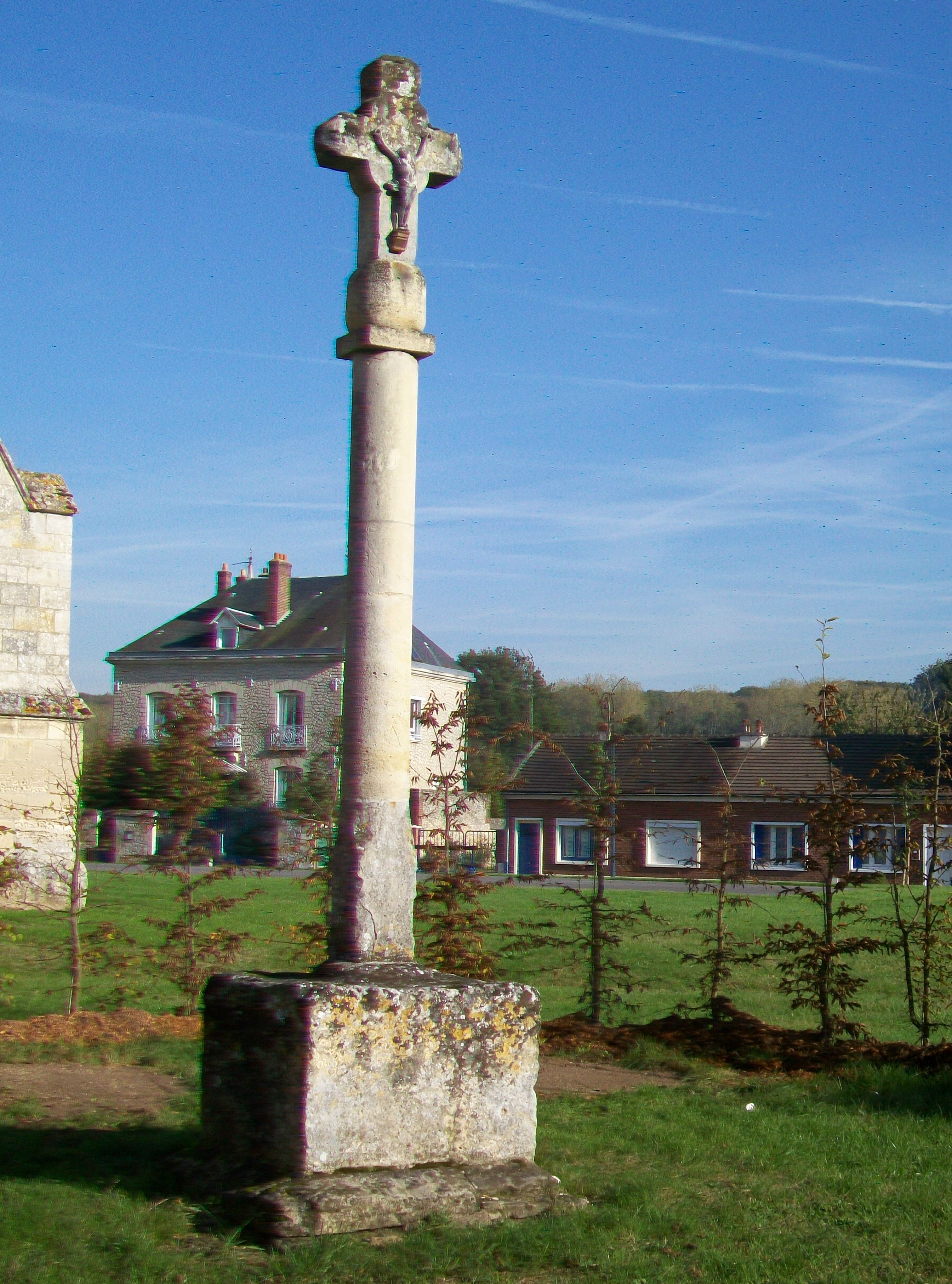
Flurkreuz
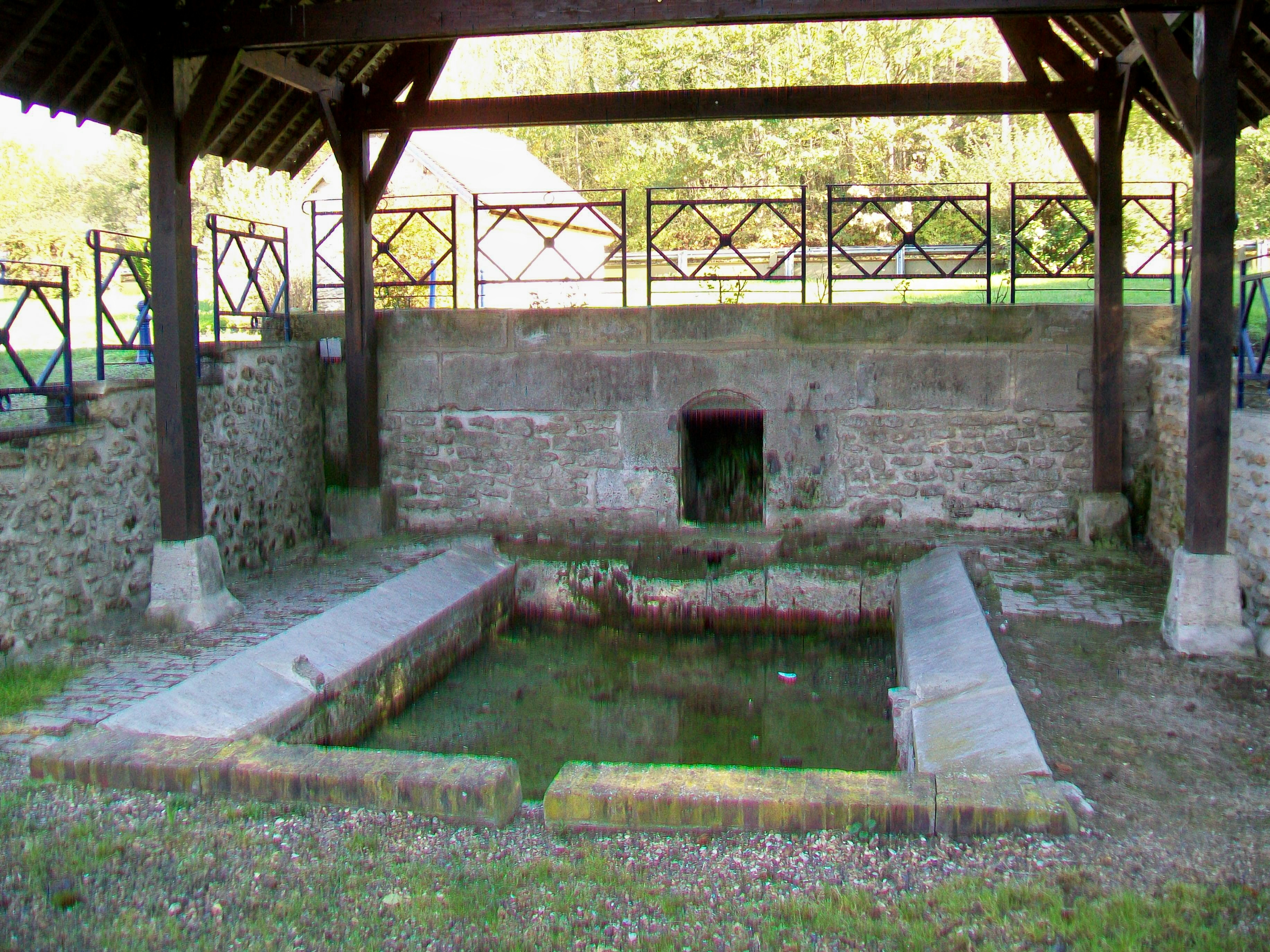
Lavoir in der Rue de la mairie
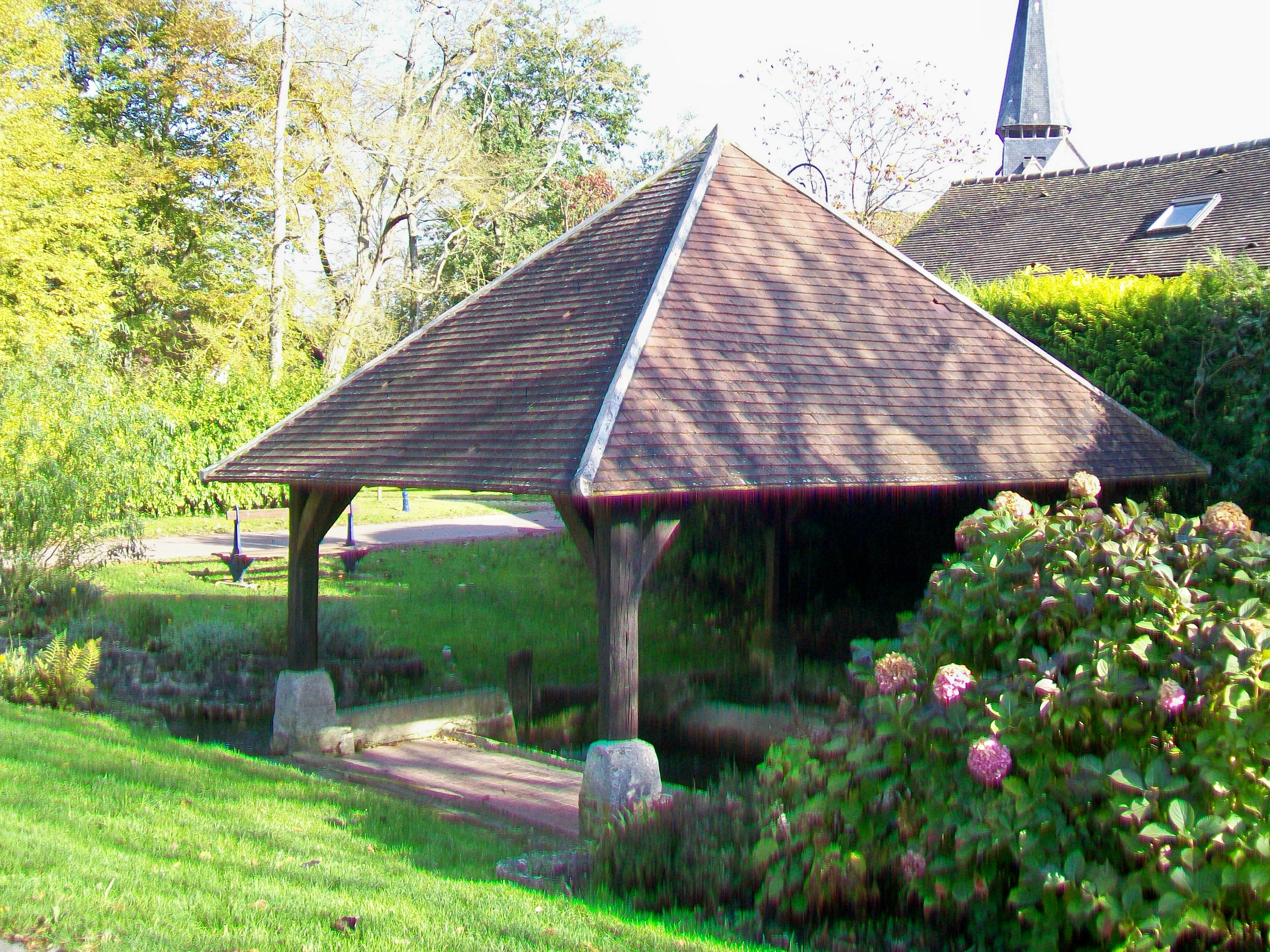
Lavoir in der Rue du Château Vert